# La dea cannibale
La dea cannibale (Mondo Cannibale) è un film diretto nel 1980 da Jess Franco e Francesco Prosperi (con lo pseudonimo di Franco Prosperi).
Appartiene al genere dei Cannibal movies, a cui il regista spagnolo si era già accostato nello stesso anno con Jungfrau unter Kannibalen, film prodotto in Germania, sempre con l'attore italiano Al Cliver (Pier Luigi Conti) nei panni del protagonista.

## Trama
Jeremy Taylor sta viaggiando attraverso i fiumi dell'Amazzonia insieme alla moglie e alla figlia, quando la sua barca viene attaccata da alcuni indigeni cannibali che divorano la moglie Elisabeth e traggono prigioniero Jeremy. La piccola Léna riesce invece a nascondersi nell'imbarcazione, finché lo stregone cannibale e suo figlio Yakeké la ritrovano svenuta sulla riva di un fiume e la portano al villaggio, dove viene venerata come "dea bianca".
Dopo aver subito l'amputazione di un braccio, Jeremy fugge dalla tribù dei cannibali e, trovato soccorso, riesce a rimpatriare a New York. La sua guarigione, sia fisica che psicologica, è tuttavia lenta. Decisiva è la presenza di Ana, la dottoressa che, dopo averlo curato con amore, si fidanza con lui. Ma Jeremy è ossessionato dall'idea di ritrovare la figlia, di cui crede di vedere l'immagine riflessa sul vetro di un negozio. Così, dopo dieci anni, riesce ad organizzare una nuova spedizione nella terra dei cannibali, finanziata da un miliardario amante dell'avventura, Charles Fenton, e dalla sua compagna Barbara Shelton.
Durante il viaggio, i membri della spedizione vengono uccisi uno dopo l'altro dagli indigeni nascosti tra la vegetazione. Solo Jeremy, Ana e un giovane fotografo raggiungono il villaggio ma come prigionieri, e la dottoressa viene immediatamente divorata dai cannibali.
Léna, che nel frattempo è cresciuta e ha sposato Yakaké, il figlio dello stregone, sembra non riconoscere il padre; ma quando apprende che all'indomani i due uomini saranno sacrificati, decide di liberarli nottetempo. Jeremy la supplica di tornare negli Stati Uniti con lui, ma Léna non vuole lasciare quelli che ormai sono i suoi luoghi e le sue persone.
Già sulla strada del ritorno, Jeremy decide di tornare al villaggio per giocare l'ultima carta. Si introduce di nascosto nella tenda di Léna e la rapisce. Mentre sta lasciando il villaggio, viene però scoperto da Yakaké, che nel fiume, davanti alla folla degli indigeni, affronta in un duello rusticano prima il fotografo, sconfiggendolo, e poi lo stesso Jeremy, il quale riesce ad avere il sopravvento nonostante il braccio amputato.
Mentre Yakaké saluta per sempre la sua "Déese blanche", Jeremy e la figlia ripartono verso la civiltà.

## Produzione
In origine il film doveva essere prodotto dalla Magna Films di Madrid e uscire in Spagna con il titolo Rio Salvaje. Si ignora come, ma il progetto passò nelle mani dell'Eurociné, la casa di produzione parigina con la quale Franco aveva collaborato sin dai primi anni sessanta. È inoltre certa una partecipazione occulta di capitali italiani, ciò che spiega la presenza della starlette italiana Sabrina Siani, nonché la scelta di accreditare la colonna sonora a Roberto Pregadio: solo di recente il regista ha rivelato di aver composto lui la partitura, assieme al suo abituale collaboratore Daniel J. White.
Mondo Cannibal fu presentato al Marché du Film del Festival di Cannes del 1980, insieme a Terreur cannibal di Julio Pérez Tabernero, prodotto dalla stessa Eurociné, alla cui sceneggiatura collaborò lo stesso Franco. Per contro, la versione italiana di Mondo Cannibal, intitolata La dea cannibale, assegnò la regia a Tabernero.
Nell'operazione furono coinvolti altri due nomi di registi relativamente famosi: il francese Jean Rollin, che ideò il soggetto, e l'italiano Franco Prosperi, a cui nei titoli di testa dell'edizione in lingua inglese è attribuita la produzione e in un certo senso la paternità del film («A Film by Franco Prosperi»). La presenza del nome di Prosperi è significativa, poiché un regista omonimo aveva diretto alcuni film del ciclo iniziato con Mondo cane, che con i Cannibal movies rientrava in quel filone di "cinema verità" che all'epoca fece scalpore per i contenuti visivi, scandalosi, brutali e spesso ripugnanti. Nell'intenzione del produttore, Mondo Cannibal, che rinviava ai film di Prosperi sin dal titolo, intendeva dunque sfruttare il successo dei sottogeneri "Mondo" e "Cannibal". Sennonché il regista accettò l'incarico con l'idea di farne tutt'altro.
Franco conosceva i Cannibal movies, ne aveva visti un paio (il primo era stato Cannibal Holocaust di Ruggero Deodato) ma li aveva trovati «disgustosi». Di recente, egli ha spiegato le ragioni di questa avversione nell'intervista pubblicata tra gli extra del DVD della Blue Underground:
La ragione per cui accettò ugualmente di girare Mondo Cannibal l'ha spiegata nel seguito della stessa intervista: «L'unica cosa che mi andava bene era l'esotismo. Il film aveva azione, avventura, horror».
Dal momento che il produttore, Daniel Lesoeur, gli lasciò sufficiente libertà, Franco decise di ricreare l'Amazzonia in una foresta di palme non lontana da Alicante, utilizzando come cannibali un gruppo di zingari spagnoli a cui dipinse i volti con colori sgargianti, e di attingere ad alcuni documentari conservati a Madrid per alcune scene che dovevano svolgersi a New York.
Le sequenze di cannibalismo le realizzò in slow-motion, puntando sull'effetto cromatico dei volti degli zingari che, dipinti come maschere, sfilacciano carne cruda; alternandole a immagini analoghe in bianco e nero. Il risultato, come ha sottolineato il regista, fu ben lontano da quello degli scioccanti film di Deodato: «In confronto penso che il mio film sia un film di Walt Disney.» Tipici del regista sono la rappresentazione sottile e complessa del rapporto che lega padre e figlia e il finale solo apparentemente lieto, in cui Léna torna nel mondo civile contro la sua volontà, separandosi dai suoi affetti.
Anouchka Lesoeur, figlia del produttore, interpretò le scene in cui la protagonista appare bambina.

## Distribuzione

### Edizioni home video
Il film è stato pubblicato in DVD il 13 novembre 2007 dalla Blue Underground, negli Stati Uniti con il titolo Cannibals. L'edizione, di ottima qualità video, include solo la traccia audio inglese. Gli extra contengono un'intervista a Jess Franco intitolata Franco Holocaust.
In precedenza il film era uscito in Germania (Inferno der Kannibalen) il 3 giugno 2002 per la X-Rated Kult (solo la traccia audio tedesca), in Francia (Mondo Cannibale) il 10 aprile 2004 per la CDCD e in Gran Bretagna (Cannibals) il 21 giugno 2004 per la Screen Entertainment. L'edizione francese, di bassa qualità video, è l'unica che include il doppiaggio originale.
In Italia il film è uscito solo in VHS per la Poker Video e la Antoniana Film, ma è annunciata l'uscita del dvd italiano (Enjoy Movies) per il gennaio 2011.

### Titoli alternativi
- La Déesse Cannibale (titolo di lavorazione)
- Les Cannibales (Francia)
- Mondo Cannibale
- Barbarian Goddess (versione per esportazione)
- White Cannibal Queen (VHS statunitense)
- Mondo Cannibale 3: Die blonde Göttin (Repubblica Federale Tedesca)
- Une Fille pour les Cannibales (Belgio)
- La dea cannibale (Italia)
- The Cannibals (Gran Bretagna)
- Cannibals (DVD statunitense e inglese)

### Visto
n. 52.347